# Struktura organizacyjna płaska

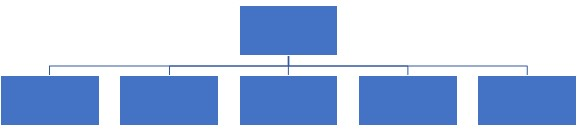
Struktura organizacyjna płaska

Struktura organizacyjna płaska – struktura organizacyjna o małej liczbie szczebli zarządzania
Płaska struktura organizacyjna powoduje zwiększenie zakresu obowiązku menedżerów. Wymaga od nich większej elastyczności i odpowiedzialności. Utrudnia także bezpośredni nadzór nad pracą, przynajmniej w sformalizowany sposób. Umożliwia za to szybki i mało zniekształcony przepływ informacji.